# American Council on Education

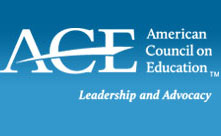
Logo

Der American Council on Education (ACE, Amerikanischer Rat für Bildung) ist seit 1918 ein US-amerikanischer Verband für die höhere Bildung. Die Mitglieder umfassen die Führungskräfte von etwa 1800 Colleges mit Graduierungsrecht und Universitäten sowie bildungsrelevanten Verbänden, Organisationen und Korporationen in den USA. Der Sitz ist in Washington, D.C. Die Arbeitsweise liegt in öffentlicher Politikberatung, Forschung und anderen Initiativen mit Bezug zur höheren Bildung. Zahlreiche Kommissionen werden unterhalten, so die ACE Youth Commission oder Teacher Education (Lehrerbildung). Zu den Zielen gehören seit Beginn die Chancengleichheit, die Mädchenbildung, die Rechte von Minderheiten und Zuwanderern. Etwas 80 Prozent aller Studierenden besuchen eine Einrichtung, die Mitglied im ACE ist.
Seit 1942 ist ACE zuständig für die Entwicklung des General Educational Development Test, einer Art Studierfähigkeitsüberprüfung für Jugendliche ohne andere Abschlüsse. 
Dem langjährigen Vorsitzenden (1934–50) des ACE George F. Zook fiel 1946 die Leitung der Zook-Kommission zu, die im Auftrag von Präsident Truman für Deutschland ein demokratisches, gesamtschulartiges Schulwesen nach dem US-Vorbild entwerfen sollte. 
Ted Mitchell wurde 2017 zum Präsidenten des ACE. Vorher war er Unterstaatssekretär (Under Secretary of Education) im Bildungsministerium der Vereinigten Staaten während der Obama-Regierung von 2014 bis 2017.